# 希斯洛機場第5航廈站
希斯羅機場第5航廈站（英語：Heathrow Terminal 5 station）是英國倫敦希斯羅機場的機場鐵路車站，此站於2008年3月27日投入服務。
跟第4航廈站及2及3号航站楼站不同的是，此站是由希思羅機場快線的職員負責。此站位於倫敦第6收費區，是倫敦界限中最西端的地下車站。
此站的部分屋頂採用了透明的氟塑膜積層板，因此即使此站設於地下，6個月台的兩邊末端還是會有陽光進入。
第5航廈站的服務路線如下:
- 皮卡迪利線：希斯羅支線的一半列車會以此站作為終點站，途經赫頓十字和2及3号航站楼。另外一半則途經赫頓十字、第4航廈、2及3号航站楼，然後返回赫頓十字。該批列車不停靠此站。
- 希思羅機場快線：終點站。此服務取代了原來經過第四航廈的機場快線服務，而第4航廈則成為希斯羅列車的終點站。

## 圖片

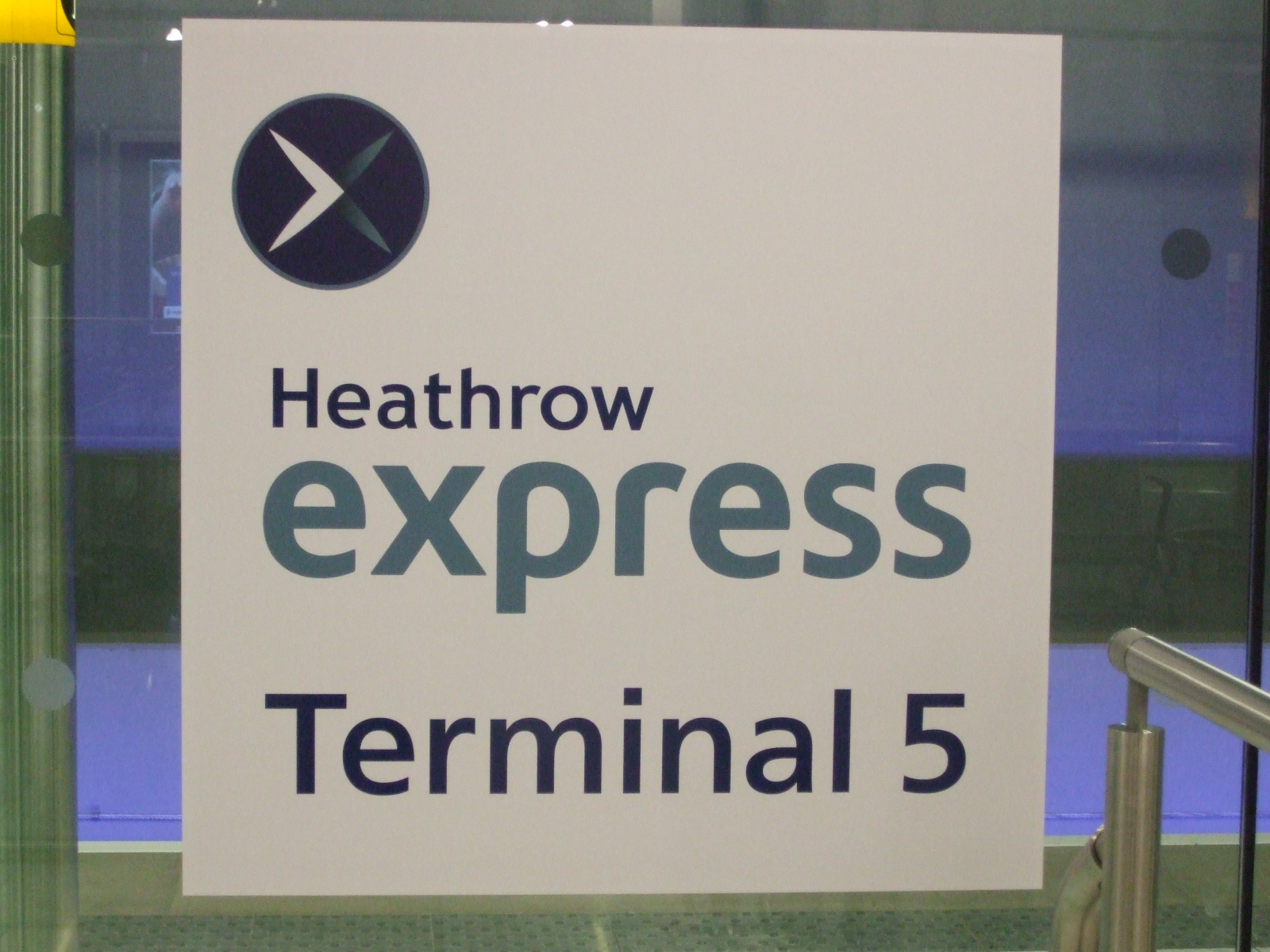
希斯羅快線月台旁玻璃幕牆內的標誌
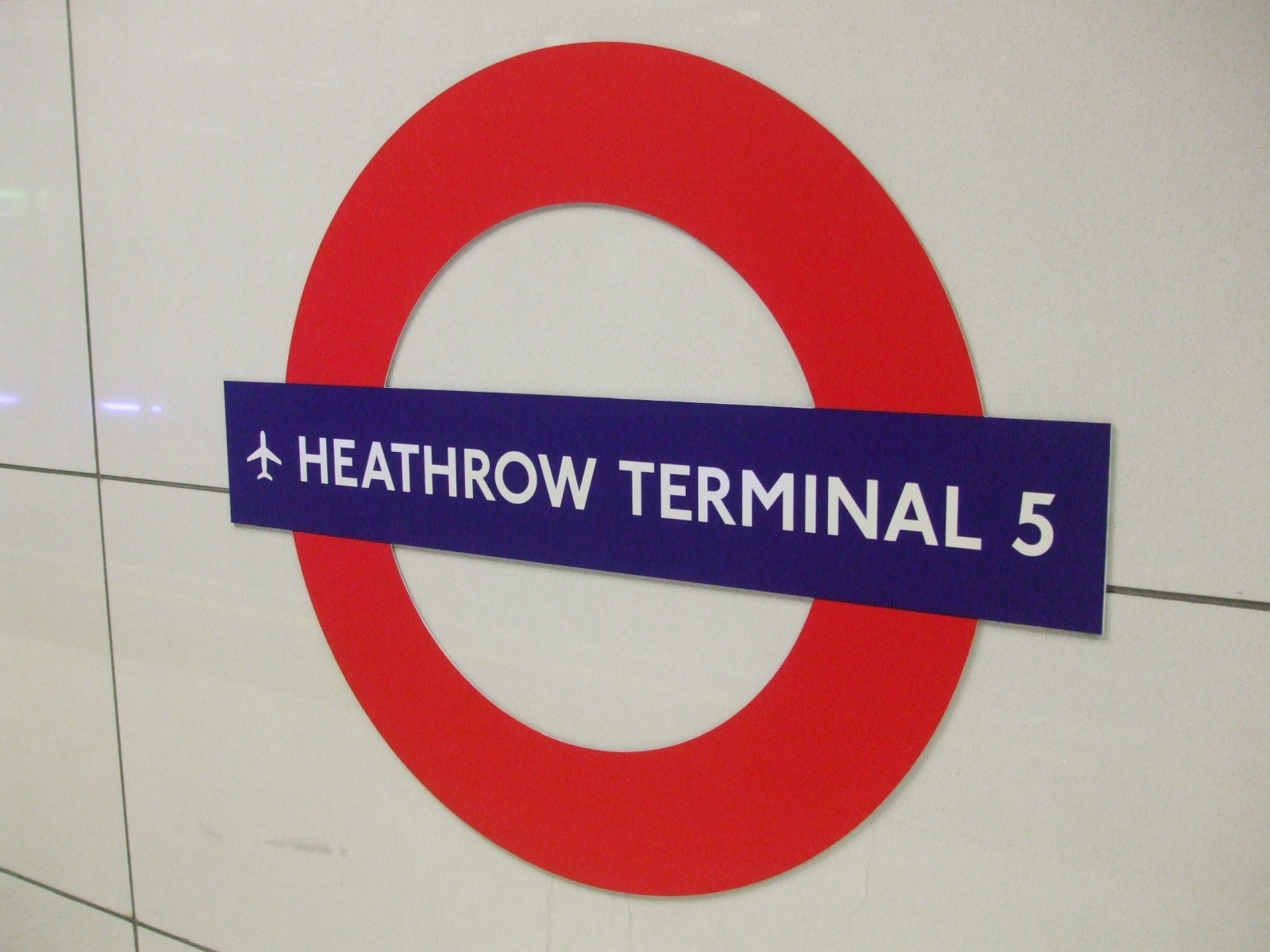
地鐵車站月台上的圓標
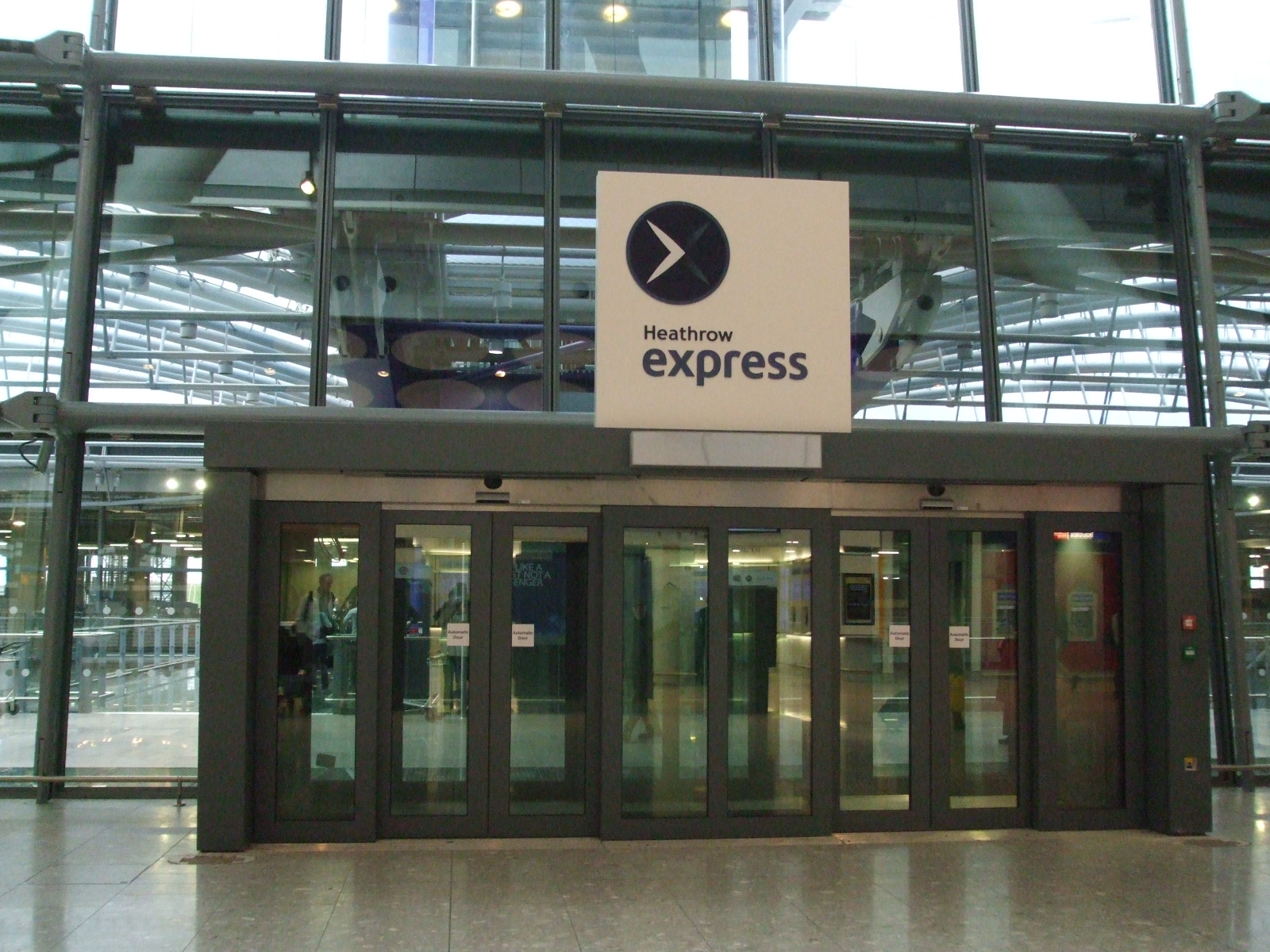
入境區域旁的車站希斯羅快線大廳入口
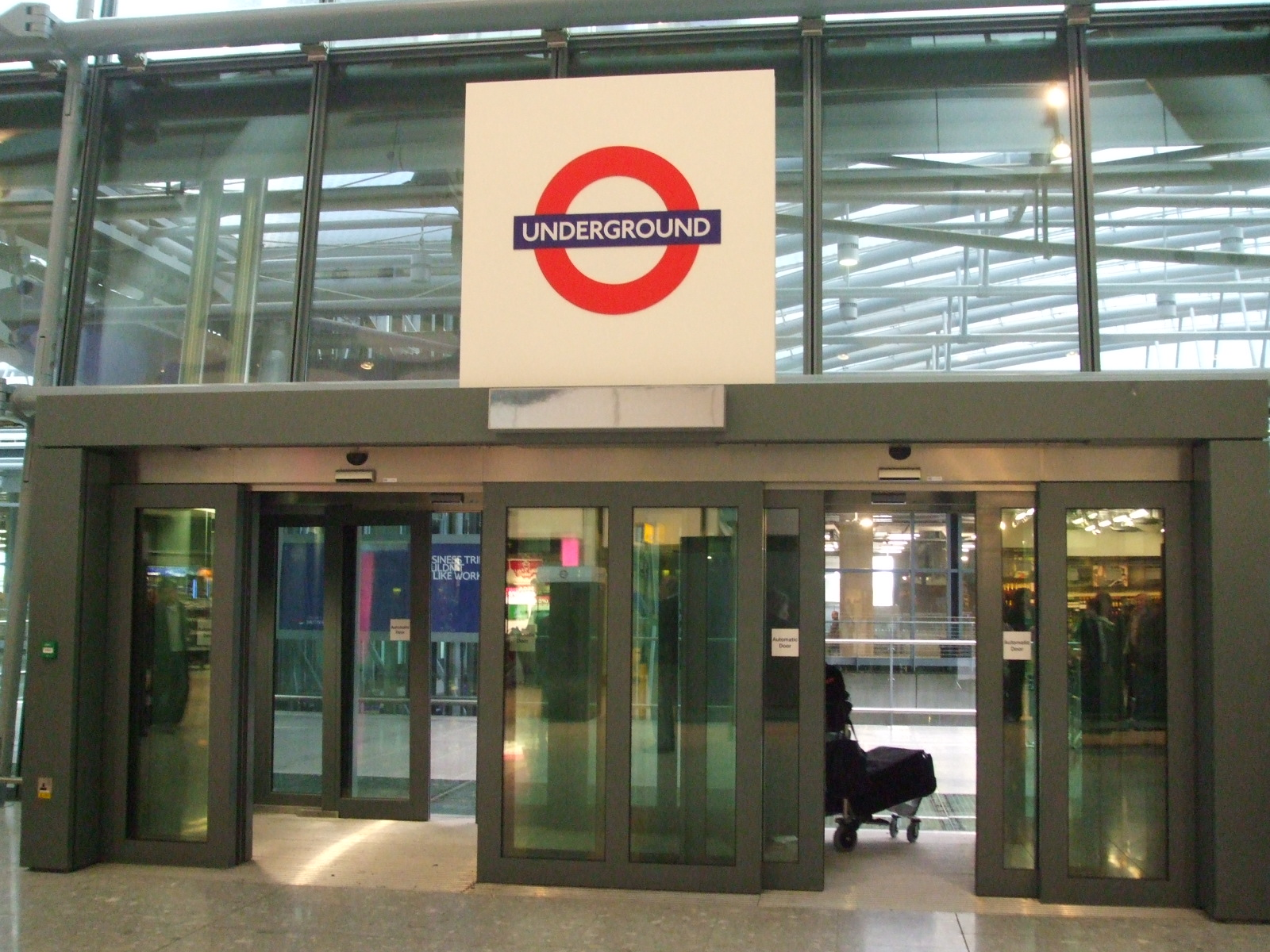
入境區域旁的車站地鐵大廳入口
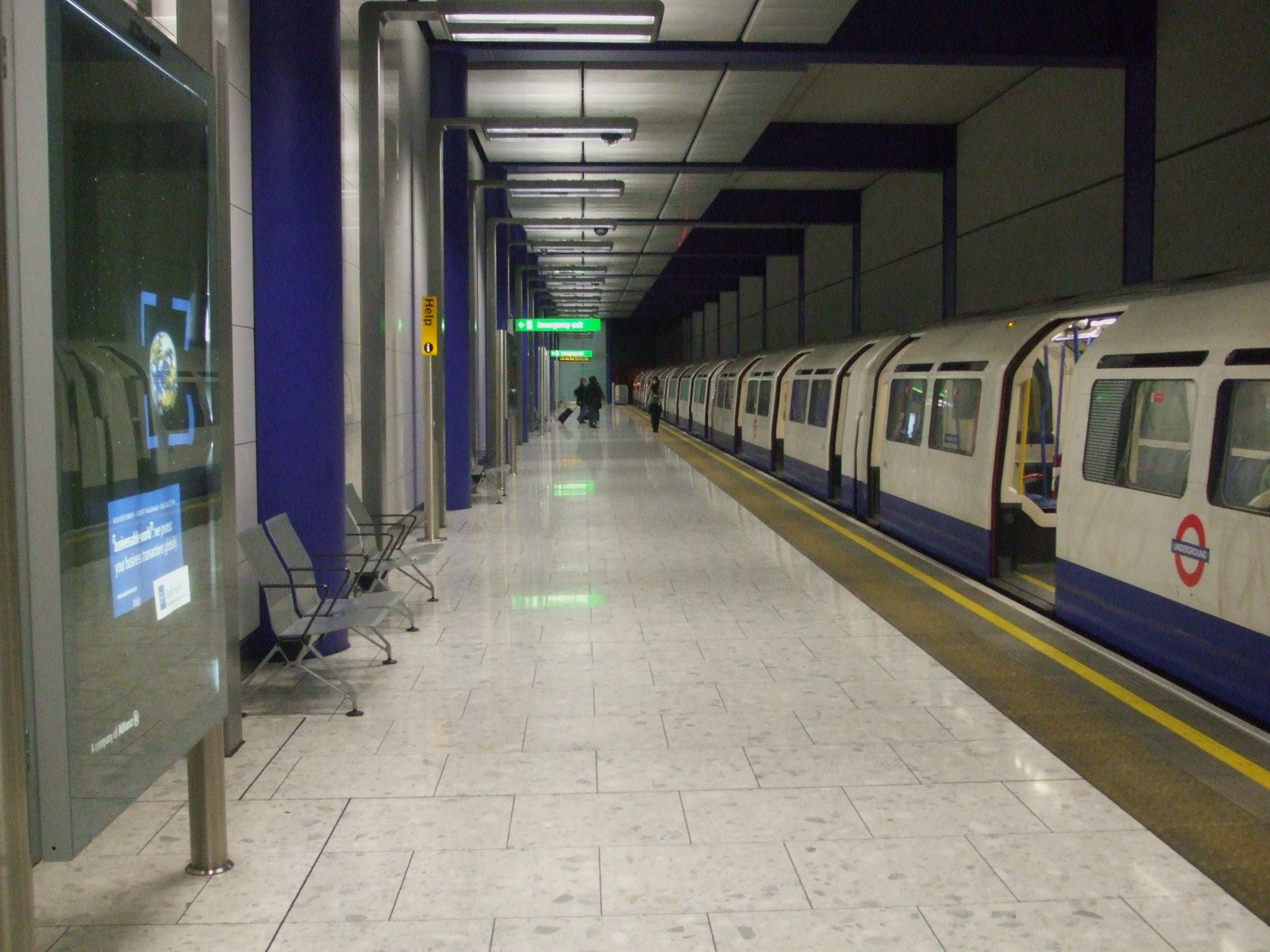
地鐵第六月台（皮卡迪利線），月台上的列車為1973型
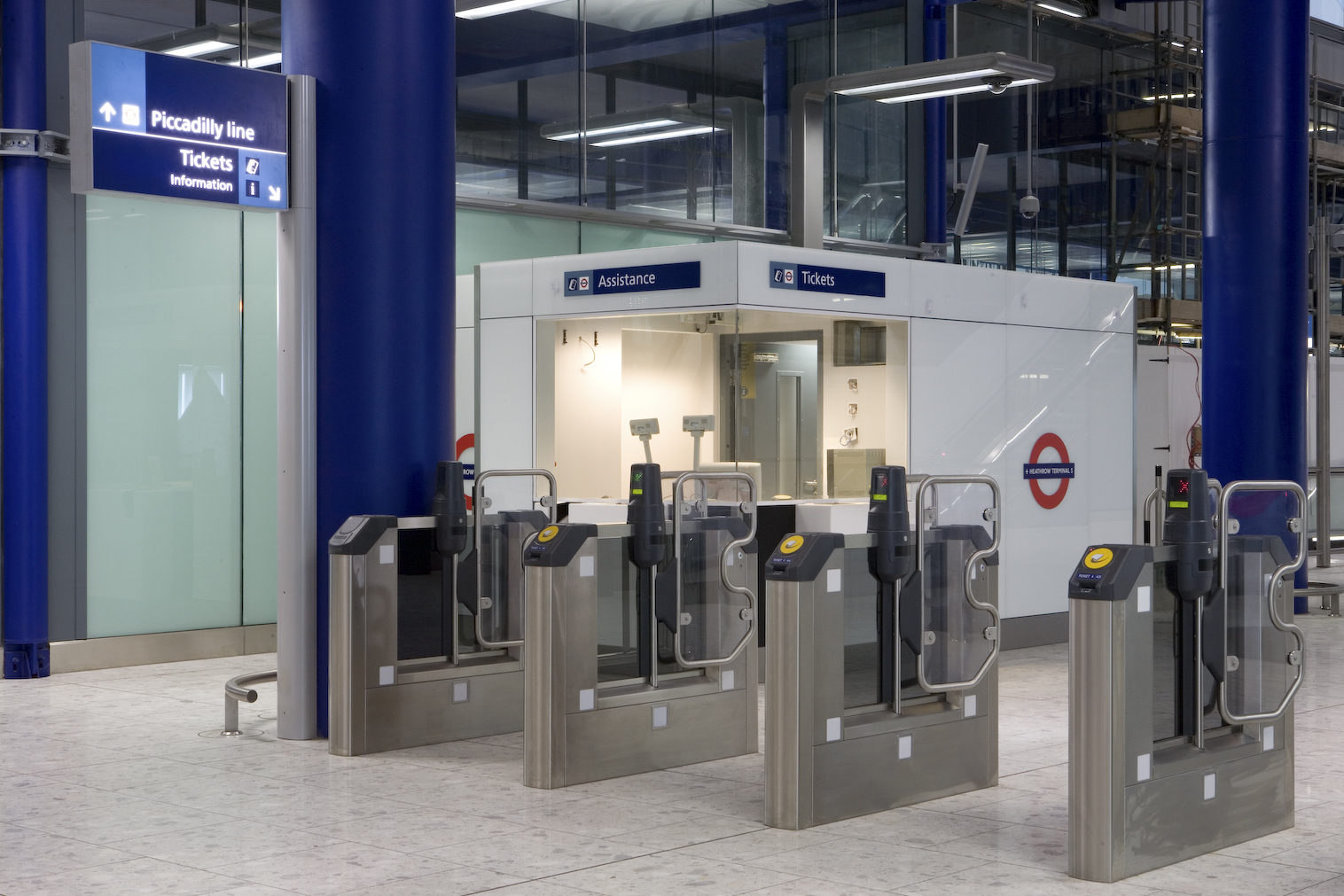
從驗票閘口內望出的車站地鐵大廳入口
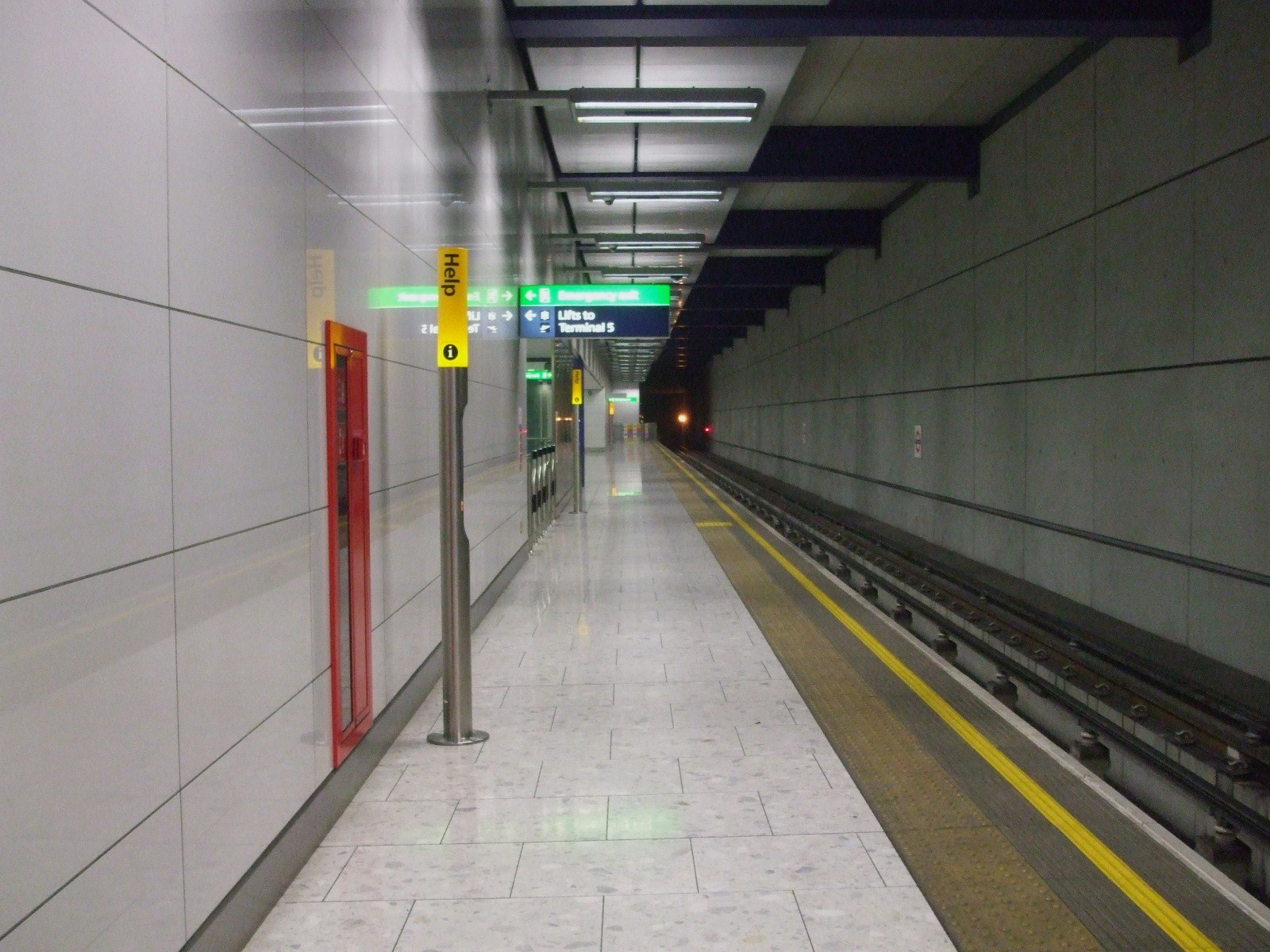
向倫敦方向看地鐵第五月台
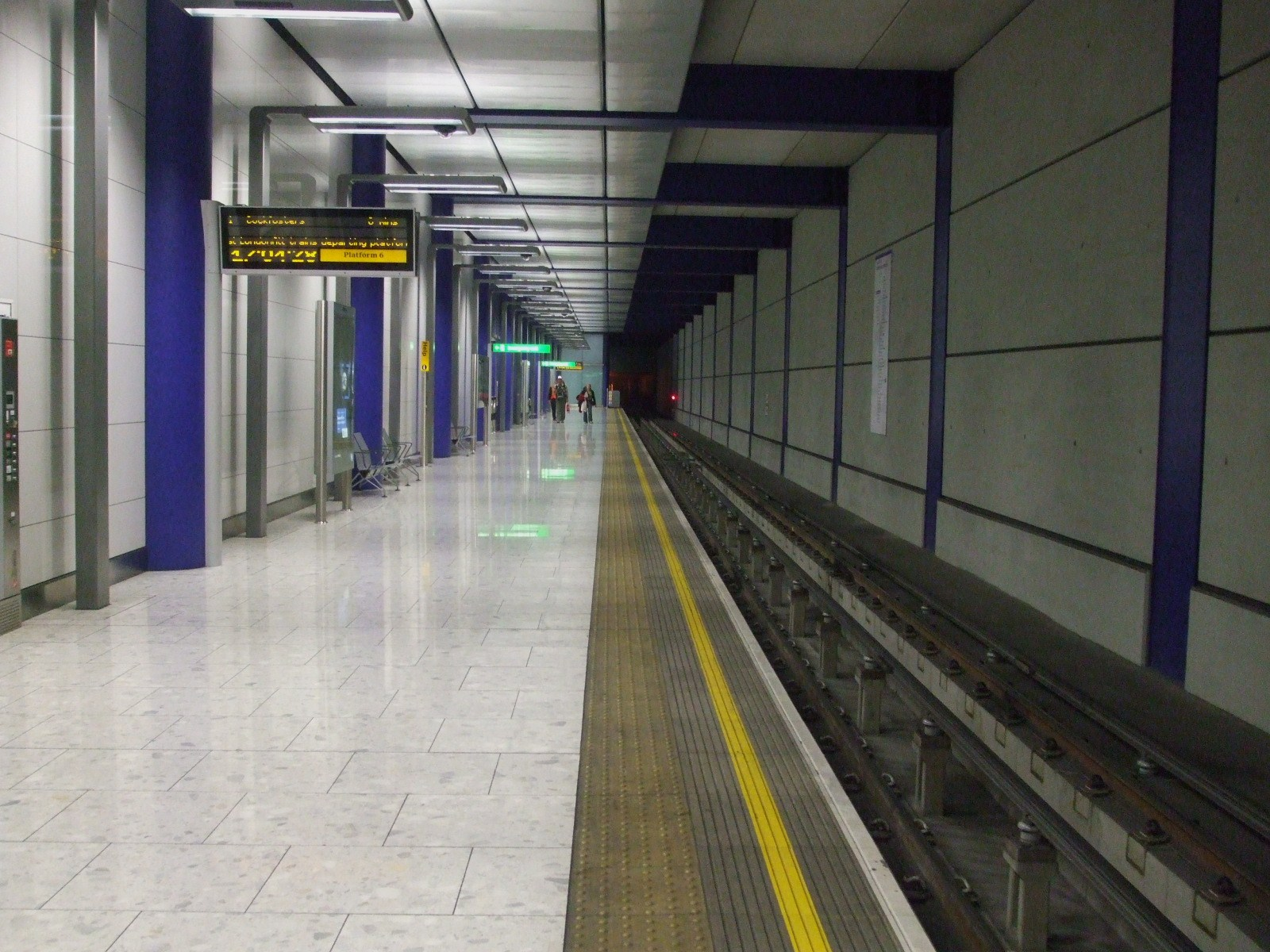
向西看地鐵第六月台